# テロワール (芸能事務所)
株式会社テロワール（英: TERROIR inc.）は、日本の芸能事務所。所在地は、東京都台東区柳橋。社名の由来は、フランス語で自然環境という意味でよく使われるワイン用語から。

## 所属タレント
- 宮下順子
- 川岡大次郎
- 千野弘美
- 田窪一世
- 原田紗緒里
- 梶間広之
- 植原健介
- 松永毅
- 田中克憲
- 奥咲姫
- 伊達あい
- 八神マリア
- 吉越浩一郎
- 齋藤英文
- 石川満里奈

## 過去の所属タレント
- 小倉一郎
- MARU
- 鶴屋紅子